# Erik Wilhelm Olson
Erik Anders Wilhelm Olson, född 27 juni 1891 i Östersund, död 18 juni 1970 i Stockholm, var en svensk journalist, författare, översättare och regissör.

## Biografi
Erik Wilhelm Olsson, som var son till köpmannen A. P. Olson och Christine Almquist, var från 1911 medarbetare i flera olika dagstidningar. År 1920 blev han redaktör och utgivare av Jämtlandsposten. Med början år 1922 var Olson under många år litteratur- och filmkritiker samt kåsör i Svenska Dagbladet, ofta under signaturen Eveo men även E.W.O. och von Oben. Han var medlem av Sveriges dramatiska författares förening.
Olson har bland annat författat novellsamlingarna I morgon (1926) och Black bottom (1930) samt pojkboken Skattgrävarna på Svartåsvallen (1924). Han har även översatt från engelska, huvudsakligen deckarförfattare som Patrick Quentin.

## Regi
- 1921 – En hjulsaga eller Kärlek och tombolaspel
- 1937 - Sommarens Jämtland

## Filmmanus
- 1921 – En hjulsaga eller Kärlek och tombolaspel

### Skönlitteratur
- Den ljusblå visslingen. Rosettbiblioteket ; 1. Stockholm: Sv. bokförl. 1914. Libris 1638787
- De populäraste kupletterna ur Hudiksvallsrevyn 1915 Triumviratet Sjotte, Totte och Bojan. Hudiksvall. 1915. Libris 2946321
- De populära kupletterna i Hudiksvallsrevyn 1917 Aktiebolaget "Kåda med licens" af Du och jag. Hudiksvall. 1917. Libris 2946320
- Jan Petris gulaschår : en småstadshistoria från den stora tiden. Stockholm: Åhlén & Åkerlund. 1918. Libris 1656858
- Blad för vinden : ett knippe historietter. Stockholm: Wahlström & Widstrand. 1923. Libris 670878
- Skattgrävarna på Svartåsvallen : en pojkhistoria. Stockholm: Åhlén & Åkerlund. 1924. Libris 2946322
- Med lyckligt slut : novelletter. Stockholm: Norstedt. 1925. Libris 1476163
- I morgon : noveller. Stockholm: Norstedt. 1926. Libris 1341529
- Black bottom : noveller. Stockholm: Norstedt. 1930. Libris 1341528
- Otur i kärlek. Stockholm: Bonnier. 1935. Libris 1350315

### Varia
- Journalistik. Pennan : skola för amatörförfattare, 99-1764466-0 ; 1:1. Stockholm: tr. a.-b. Thule. 1935. Libris 1366286